# Histoire du Brésil pendant la Seconde Guerre mondiale

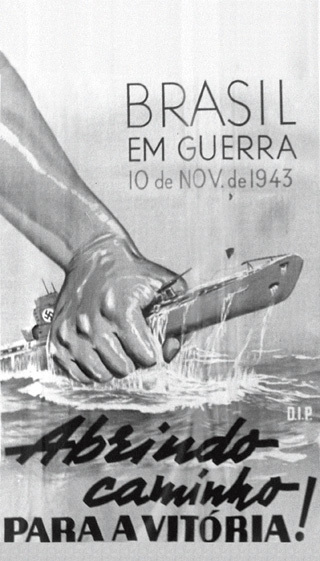
Propagande brésilienne annonçant une déclaration de guerre contre les puissances de l'Axe le 10 novembre 1943.

L'histoire du Brésil pendant la Seconde Guerre mondiale débute en 1941, lorsque le chef d'État brésilien Getúlio Vargas met fin à la neutralité de son pays à la suite d'un accord proposé par le ministre brésilien des relations étrangères Oswaldo Aranha (en). 

Cette neutralité fut réglementée par le décret-loi 1.561 le 2 septembre 1939 qui contenait : 

« Article 1er : Le Gouvernement du Brésil s'abstiendra de tout acte qui, directement ou indirectement, facilite, assiste ou contrarie l'action des belligérants. Il ne permettra pas non plus que les citoyens ou étrangers, résidents du pays, commettent des actes qui puissent être considérés incompatibles avec les devoirs de neutralité du Brésil. »

L'accord, établi entre les nations continentales américaines, prévoyait une entraide militaire entre elles en cas d'attaque par un tiers. C'est dans le cadre de cet accord que l'entrée en guerre du Brésil fut imminente à la suite de l'attaque japonaise contre la base navale américaine de Pearl Harbor le 7 décembre 1941. La politique américaine finança également l'extraction de fer et d'acier au Brésil et mit en place des bases militaires le long de la côte nord-nord-est du Brésil, dont le siège était Natal. Avec la conquête de l'Asie du Sud-Est par les troupes japonaises, Getúlio signa les accords de Washington en 1942, qui fournissent l'approvisionnement en caoutchouc naturel de l'Amazonie aux Alliés, ce qui entraîna la deuxième fièvre du caoutchouc et la migration forcée de nombreuses personnes du nord-est frappé par la sécheresse au cœur de la forêt amazonienne. Ces personnes étaient connues sous le nom de Soldados da Borracha (« soldats en caoutchouc »).
Après le naufrage de plus de 25 navires marchands brésiliens par des sous-marins allemands et italiens tout au long de 1942, la mobilisation populaire contraint le gouvernement brésilien à abandonner sa neutralité et à déclarer la guerre à l'Allemagne et à l'Italie en août 1942. 
Une mobilisation populaire fut organisée afin de rendre la déclaration de guerre effective, en vue d'un envoi de troupes brésiliennes en Europe. Cependant le déploiement des soldats ne fut pris qu'en janvier 1943 par le gouvernement brésilien, lors de la réunion à Natal entre Vargas et le président américain Franklin D. Roosevelt. Un premier accord officiel fut conclu pour créer un corps expéditionnaire (Força Expedicionária Brasileira ou FEB). En juillet 1944, le premier corps comprenant 5 000 soldats brésiliens est déployé au combat dans la campagne d'Italie au sein de la 5e armée des États-Unis et, bien que mal équipé et formé, celui-ci accomplit ses principales missions.
Cependant, peu après la guerre, craignant la popularité du FEB et l'utilisation politique possible de la victoire alliée par certains membres de ce corps, le gouvernement brésilien de l'époque décida d'interrompre la mobilisation, le FEB combattant toujours en Italie. De retour au Brésil, ses membres furent également soumis à certaines restrictions. Il était interdit aux anciens combattants civils de porter des décorations ou des uniformes militaires en public, tandis que les vétérans militaires étaient transférés dans des régions éloignées des grandes villes ou dans des garnisons frontalières.
Les événements liés à la participation brésilienne à la guerre et à la fin du conflit en 1945 ont renforcé les pressions en faveur de la redémocratisation. Malgré quelques concessions de la part du régime, telles que la fixation d'une date pour les élections présidentielles, l'amnistie pour les prisonniers politiques, la liberté d'organiser des partis politiques et l'engagement de choisir une nouvelle convention constitutionnelle, Vargas n'a pas été en mesure de maintenir son soutien à la poursuite de sa présidence et fut déposé par l'armée lors d'un coup d'État surprise sans effusion de sang, lancé par son propre ministère de la Guerre le 29 octobre 1945.
Une fois Vargas destitué, l'armée convoqua son adjoint juridique, José Linhares, président de la Cour fédérale suprême (juge en chef du Brésil), pour assumer la présidence (le poste de vice-président avait été aboli et aucune législature n'avait été élue sous la Constitution de 1937, de sorte que le président de la Cour suprême était la première personne dans la ligne de succession). José Linhares mit immédiatement en œuvre des élections pour la présidence et pour la création d'une assemblée constituante. Celles-ci eurent lieu en décembre 1945 et José Linhares ne resta en fonction que jusqu'à l'inauguration de l'Assemblée et du président élu (le général Eurico Gaspar Dutra) qui eut lieu le 31 janvier 1946. L'inauguration marqua la fin de l'Estado Novo et le début de la quatrième République brésilienne.